# La Motte-Saint-Jean
La Motte-Saint-Jean är en kommun i departementet Saône-et-Loire i regionen Bourgogne-Franche-Comté i östra Frankrike. Kommunen ligger i kantonen Digoin som tillhör arrondissementet Charolles. År 2022 hade La Motte-Saint-Jean 1 186 invånare.

## Befolkningsutveckling
Antalet invånare i kommunen La Motte-Saint-Jean
| Referens: INSEE |